# 워터게이트 콤플렉스

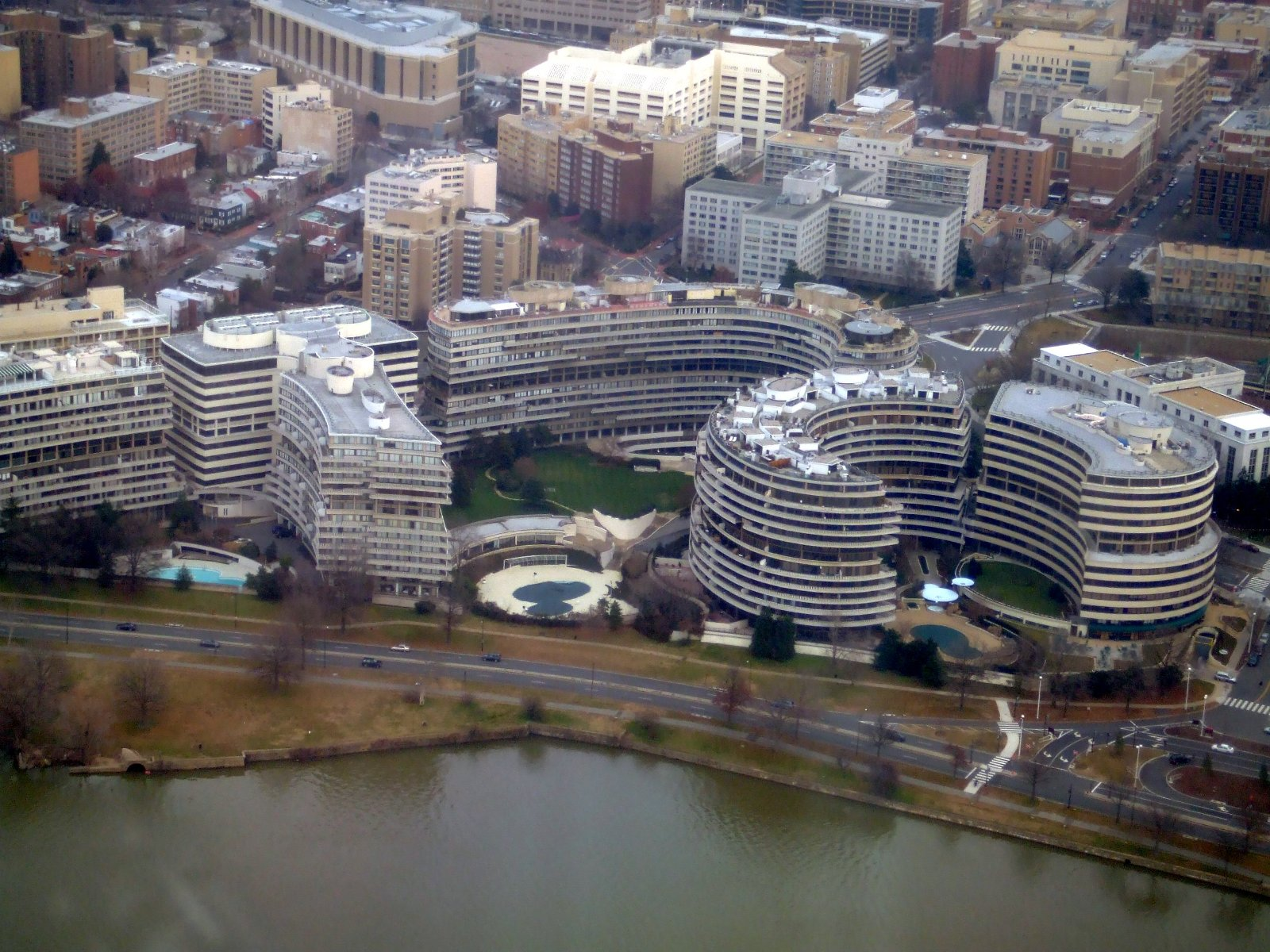
워터게이트 콤플렉스

워터게이트 콤플렉스(영어: Watergate complex)는 워싱턴 D.C. 존 F. 케네디 센터 옆에 있는 5개의 건물이다.